# Jakov Estrin
Jakov Estrin, född 21 april 1923, död 2 februari 1987 var en sovjetisk internationell stormästare i schack.
Han var världsmästare i korrespondensschack 1972-1976. God teoretiker och kommentator.
Estrin skrev flera schackböcker och var en kännare av preussiskt försvar.